# Nekrolog August 2025
Nekrolog
◄◄
| ◄
| 2021
| 2022
| 2023
| 2024
| 2025
Januar |
Februar |
März |
April |
Mai |
Juni |
Juli |
August |
September |
Oktober |
November |
Dezember 2025
Weitere Ereignisse | Allgemeiner Nekrolog 2025
Die Beschreibung der verstorbenen Person sollte so kurz wie möglich gehalten sein und nur deren signifikante Tätigkeit(en) enthalten.
Neue Namen ggf. auch unter dem Geburts- und Sterbedatum, also etwa unter 1. Januar und im Geburts- und Sterbejahr (2024) eintragen (nur bei entsprechender großer Wichtigkeit). Für Beispiele siehe die schon vorhandenen Artikel.
Außerdem über die fünf zuletzt Verstorbenen, zu denen es einen ausreichend guten Artikel für eine Präsentation auf der Hauptseite gibt, nach der todesbedingten Überarbeitung der Artikel ggf. auch unter Wikipedia Diskussion:Hauptseite informieren und sie am besten auch in den anderen Wikipedia-Sprachversionen eintragen. Tipp: Regelmäßig bei news.google.de nach „ist tot“, „gestorben“ oder „verstorben“ suchen.
Wenn eine Person gestorben ist, gibt es viele Seiten zu dieser Person in der Wikipedia, die davon auch betroffen sind und entsprechend aktualisiert werden müssen. Beispiele: Namenübersichtsseite, Geburtsjahr, Geburtsort-Seiten und viele mehr.
Wie finde ich die betroffenen Seiten?
Im Suchfeld auf der linken Seite gibt man den Suchbegriff so ein: „Vorname Nachname“. Dann klickt man auf Volltext und alle Seiten mit entsprechendem Suchtext werden aufgerufen. Hier sieht man dann schnell, wo auch das Todesjahr Sinn macht oder sogar ein Teil des Artikels angepasst werden muss. Auch hilft das „Werkzeug“ auf der linken Seite sehr gut, um solche Seiten aufzufinden: „Links auf diese Seite“. Somit ist die Wikipedia wieder aktuell in allen Bereichen! Hinweis: bei Eintragung der Kategorie „Gestorben JAHR“ wird der Missbrauchsfilter 49 ausgelöst, was jedoch nicht schlimm ist. Siehe: Spezial:Missbrauchsfilter/49
Dies ist eine Liste von im August 2025 verstorbenen bekannten Persönlichkeiten. Die Einträge erfolgen innerhalb der einzelnen Daten alphabetisch sortiert. Tiere sind im Nekrolog für Tiere zu finden.

## August
Bearbeitungshinweis: Neue Todesfälle bitte absteigend nach Tagen geordnet eintragen. Die Todesfälle desselben Tages bitte in alphabetischer Reihenfolge einfügen.
| Tag        | Name                              | Beruf, bekannt als                                                     | Alter | Beleg |
| ---------- | --------------------------------- | ---------------------------------------------------------------------- | ----- | ----- |
| 20. August | Frank Caprio                      | US-amerikanischer Jurist und Politiker                                 | 88    |       |
| 19. August | André Fort                        | französischer Bischof                                                  | 89    |       |
| 19. August | Martin Laamers                    | niederländischer Fußballspieler                                        | 58    |       |
| 19. August | Razak Omotoyossi                  | beninischer Fußballspieler                                             | 39    |       |
| 19. August | Eemeli Peltonen                   | finnischer Politiker                                                   | 30    |       |
| 19. August | Idun Reiten                       | norwegische Mathematikerin                                             | 83    |       |
| 18. August | Alfred Hilsberg                   | deutscher Musikjournalist und Labelbetreiber                           | 77    |       |
| 18. August | Tendai Ndoro                      | simbabwischer Fußballspieler                                           | 40    |       |
| 18. August | Josef Stock                       | deutscher Politiker                                                    | 87    |       |
| 18. August | Abraham Than                      | myanmarischer Bischof                                                  | 97    |       |
| 17. August | Paolo Angioni                     | italienischer Vielseitigkeitsreiter                                    | 87    |       |
| 17. August | Reinhard Brandt                   | deutscher Philosoph                                                    | 88    |       |
| 17. August | Joseph Caroff                     | US-amerikanischer Grafikdesigner                                       | 103   |       |
| 17. August | Elon Dershowitz                   | US-amerikanischer Filmproduzent                                        | 64    |       |
| 17. August | Niilo Halonen                     | finnischer Skispringer                                                 | 84    |       |
| 17. August | John D. Joannopoulos              | US-amerikanischer Physiker                                             | 78    |       |
| 17. August | Julio César León                  | venezolanischer Radrennfahrer                                          | 100   |       |
| 17. August | Victor Manuel Maldonado Barreno   | ecuadorianischer Bischof                                               | 98    |       |
| 17. August | Hans-Bert Matoul                  | deutscher Fußballspieler                                               | 80    |       |
| 17. August | Torsten Michaelis                 | deutscher Schauspieler und Synchronsprecher                            | 64    |       |
| 17. August | Terence Stamp                     | britischer Schauspieler                                                | 87    |       |
| 16. August | Pippo Baudo                       | italienischer Entertainer und Moderator                                | 89    |       |
| 16. August | Wolfgang Ernst                    | deutscher Politiker                                                    | 68    |       |
| 16. August | Joachim Grubich                   | polnischer Organist und Musikpädagoge                                  | 90    |       |
| 16. August | Karl-Rudolf Hornberger            | deutscher Heimatdichter                                                | 94    |       |
| 16. August | Larry Jones                       | US-amerikanischer Basketballspieler                                    | 83    |       |
| 16. August | Caroline Krook                    | schwedische Bischöfin                                                  | 80    |       |
| 16. August | Rudolf Mosis                      | deutscher Theologe und Alttestamentler                                 | 92    |       |
| 16. August | Joaquim Oliveira                  | portugiesischer Unternehmer                                            | 78    |       |
| 16. August | Bob Simpson                       | australischer Cricketspieler und -trainer                              | 89    |       |
| 15. August | Heiko Bleher                      | deutscher Biologe                                                      | 80    |       |
| 15. August | Rainer Holbe                      | deutscher Journalist, Autor und Hörfunk- und Fernsehmoderator          | 85    |       |
| 15. August | Greg Iles                         | US-amerikanischer Schriftsteller und Musiker                           | 65    |       |
| 15. August | JOMI                              | deutscher Pantomime                                                    | 73    |       |
| 15. August | Michael P. Manns                  | deutscher Mediziner                                                    | 73    |       |
| 15. August | Tristan Rogers                    | australischer Schauspieler                                             | 79    |       |
| 15. August | Timothy Yu Gyoung-chon            | südkoreanischer Bischof                                                | 62    |       |
| 14. August | Teresa Caeiro                     | portugiesische Juristin und Politikerin                                | 56    |       |
| 14. August | Michael Castle                    | US-amerikanischer Politiker                                            | 86    |       |
| 14. August | Vece Paes                         | indischer Hockeyspieler                                                | 80    |       |
| 14. August | Nicanor Perlas                    | philippinischer Soziologe und Umweltaktivist                           | 75    |       |
| 14. August | Bernardo Ruiz                     | spanischer Radrennfahrer                                               | 100   |       |
| 14. August | Sen Sōshitsu XV.                  | japanischer Teemeister                                                 | 102   |       |
| 14. August | Mats Wahl                         | schwedischer Schriftsteller                                            | 80    |       |
| 13. August | Anatoli Adamischin                | sowjetischer bzw. russischer Diplomat, Politiker und Manager           | 90    |       |
| 13. August | Cipriano García Fernández         | spanischer Bischof                                                     | 93    |       |
| 13. August | Mathias Grassow                   | deutscher Musiker                                                      | ≈62   |       |
| 13. August | Sonallah Ibrahim                  | ägyptischer Autor                                                      | 88    |       |
| 13. August | Szilárd Keresztes                 | ungarischer Bischof                                                    | 93    |       |
| 13. August | Marian Błażej Kruszyłowicz        | polnischer Bischof                                                     | 89    |       |
| 13. August | Fritz-Wilhelm Pahl                | deutscher Unternehmer                                                  | 83    |       |
| 13. August | Tomo Sakurai                      | japanische Synchronsprecherin                                          | 53    |       |
| 13. August | Peter Stasiuk                     | ukrainisch-kanadischer Erzbischof                                      | 82    |       |
| 12. August | Nel Hedye Beltrán Santamaria      | kolumbianischer Bischof                                                | 83    |       |
| 12. August | Rodrigue Biron                    | kanadischer Politiker                                                  | 90    |       |
| 12. August | Axel Freiherr von Campenhausen    | deutscher Kirchenrechtler                                              | 91    |       |
| 12. August | Tiébilé Dramé                     | malischer Politiker                                                    | 70    |       |
| 12. August | Aisa Kirabo Kacyira               | ruandische Politikerin und Diplomatin                                  | 61    |       |
| 12. August | Aino Pervik                       | sowjetische bzw. estnische Schriftstellerin                            | 93    |       |
| 12. August | George Reid                       | britischer Journalist und Politiker                                    | 86    |       |
| 12. August | Willy Romélus                     | haitianischer Bischof                                                  | 94    |       |
| 12. August | Gerhard Tänzer                    | deutscher Schriftsteller                                               | 88    |       |
| 12. August | David Thieme                      | US-amerikanischer Industriedesigner und Unternehmer                    | ≈83   |       |
| 11. August | Richard Carr                      | britischer Unternehmer und Fußballfunktionär                           | 87    |       |
| 11. August | Choo Hoey                         | singapurischer Dirigent                                                | 90    |       |
| 11. August | Mattia Debertolis                 | italienischer Orientierungsläufer                                      | 29    |       |
| 11. August | Jerzy Dziewulski                  | polnischer Polizist und Politiker                                      | 81    |       |
| 11. August | Celso Garrido Lecca               | peruanischer Komponist                                                 | 99    |       |
| 11. August | Dany Gignoux                      | Schweizer Journalistin und Fotografin                                  | 81    |       |
| 11. August | Solomon Hawala                    | namibischer Militär                                                    | 89    |       |
| 11. August | Sheila Jordan                     | US-amerikanische Jazz-Sängerin                                         | 96    |       |
| 11. August | Benő Káposzta                     | ungarischer Fußballspieler                                             | 83    |       |
| 11. August | Nazima                            | indische Schauspielerin                                                | 77    |       |
| 11. August | Gabi Novak                        | jugoslawische bzw. kroatische Pop- und Schlagersängerin                | 89    |       |
| 11. August | Miguel Uribe Turbay               | kolumbianischer Politiker                                              | 39    |       |
| 10. August | Anas Al-Sharif                    | palästinensischer Journalist                                           | 28    |       |
| 10. August | Egon Henninger                    | deutscher Schwimmsportler                                              | 85    |       |
| 10. August | Kunishige Kamamoto                | japanischer Fußballspieler, -trainer und Politiker                     | 81    |       |
| 10. August | Marcus Lachmann                   | deutscher Schauspieler, Szenenbildner, Regisseur und Theaterpädagoge   | 69    |       |
| 10. August | Victor Nussenzweig                | brasilianischer Parasitologe                                           | 97    |       |
| 10. August | Dawyd Tschytschkan                | ukrainischer Künstler, Anarchist und Aktivist                          | 39    |       |
| 10. August | Bobby Whitlock                    | US-amerikanischer Singer-Songwriter und Keyboarder                     | 77    |       |
| 9. August  | Christian Bartenbach              | österreichischer Beleuchtungstechniker und Unternehmer                 | 95    |       |
| 9. August  | Mahmoud Farshchian                | iranischer Maler                                                       | 95    |       |
| 9. August  | Bjørn Kjellemyr                   | norwegischer Bassist                                                   | 74    |       |
| 9. August  | Iwan Krasko                       | sowjetischer bzw. russischer Schauspieler                              | 94    |       |
| 9. August  | Mun ki-nam                        | nordkoreanischer Fußballspieler                                        | ≈77   |       |
| 9. August  | Stephanie Shirley                 | britische Unternehmerin und Philanthropin                              | 91    |       |
| 9. August  | Dale Webster                      | US-amerikanischer Surfer                                               | 76    |       |
| 8. August  | Terry Hennessey                   | walisischer Fußballspieler                                             | 82    |       |
| 8. August  | Wulf Kansteiner                   | deutscher Neuzeithistoriker                                            | 60    |       |
| 8. August  | Estanislao Esteban Karlic         | argentinischer Kardinal                                                | 99    |       |
| 8. August  | Jochen Vogt                       | deutscher Germanist, Literaturwissenschaftler und Literaturdidaktiker  | 82    |       |
| 8. August  | William H. Webster                | US-amerikanischer Jurist und Regierungsbeamter                         | 101   |       |
| 8. August  | Leo Windtner                      | österreichischer Fußballfunktionär                                     | 74    |       |
| 7. August  | Nemanja Đurić                     | jugoslawischer Basketballspieler und -trainer                          | 89    |       |
| 7. August  | Heinz Hardt                       | deutscher Ingenieur und Politiker                                      | 88    |       |
| 7. August  | Jim Lovell                        | US-amerikanischer Astronaut                                            | 97    |       |
| 7. August  | Osvaldo Piro                      | argentinischer Bandoneonist und Tangokomponist                         | 88    |       |
| 7. August  | Myint Swe                         | myanmarischer Politiker                                                | 74    |       |
| 7. August  | Eugen Wagner                      | deutscher Politiker                                                    | 83    |       |
| 6. August  | Urs Bärtschi                      | Schweizer Eishockeyspieler                                             | 68    |       |
| 6. August  | Gianni Berengo Gardin             | italienischer Fotograf                                                 | 94    |       |
| 6. August  | Karl-Heinz Bergsträßer            | deutscher Handballtrainer                                              | 88    |       |
| 6. August  | Edward Omane Boamah               | ghanaischer Politiker und Arzt                                         | ≈51   |       |
| 6. August  | Peter John Elliott                | australischer Weihbischof                                              | 81    |       |
| 6. August  | Annette Fleischer-Peters          | deutsche Kieferorthopädin                                              | 96    |       |
| 6. August  | August Kruse                      | russischer lutherischer Bischof                                        | 84    |       |
| 6. August  | Johann-Sebastian Kühlborn         | deutscher Archäologe                                                   | 81    |       |
| 6. August  | Ibrahim Murtala Muhammed          | ghanaischer Politiker                                                  | 50    |       |
| 6. August  | Suleiman al-Obeid                 | palästinensischer Fußballspieler                                       | 41    |       |
| 6. August  | Eddie Palmieri                    | US-amerikanischer Pianist                                              | 88    |       |
| 6. August  | Nikola Yozgof‑Orbach              | israelischer Dichter und Literaturwissenschaftler                      | 41    |       |
| 5. August  | Mário Júlio de Almeida Costa      | portugiesischer Politiker                                              | 97    |       |
| 5. August  | Laurent Chu Van Minh              | vietnamesischer Weihbischof                                            | 81    |       |
| 5. August  | Jorge Costa                       | portugiesischer Fußballspieler, -trainer und -funktionär               | 53    |       |
| 5. August  | Ion Iliescu                       | rumänischer Politiker                                                  | 95    |       |
| 5. August  | Nancy King                        | US-amerikanische Jazzsängerin                                          | 85    |       |
| 5. August  | Parviz Koozehkanani               | iranischer Fußballspieler                                              | 96    |       |
| 5. August  | Jay Lorsch                        | US-amerikanischer Wirtschaftswissenschaftler                           | 92    |       |
| 5. August  | Carl Lunsford                     | US-amerikanischer Jazzmusiker                                          | 90    |       |
| 5. August  | Satya Pal Malik                   | indischer Politiker                                                    | 79    |       |
| 5. August  | Frank Mill                        | deutscher Fußballspieler                                               | 67    |       |
| 5. August  | Snyder Rini                       | salomonischer Politiker                                                | 77    |       |
| 5. August  | Vladimiro Zagrebelsky             | italienischer Richter                                                  | 85    |       |
| 4. August  | Marco Bonamico                    | italienischer Basketballspieler                                        | 68    |       |
| 4. August  | Alain Bouchet                     | französischer Jazzmusiker                                              | 81    |       |
| 4. August  | Tor Åge Bringsværd                | norwegischer Schriftsteller                                            | 85    |       |
| 4. August  | Wolfgang Buresch                  | deutscher Puppenspieler und Regisseur                                  | 84    |       |
| 4. August  | Andrea Evers                      | deutsch-niederländische Psychologin                                    | 58    |       |
| 4. August  | Heinz Hillmann                    | deutscher Germanist                                                    | 90    |       |
| 4. August  | Ove Kindvall                      | schwedischer Fußballspieler                                            | 82    |       |
| 4. August  | Hubertus Menke                    | deutscher Philologe                                                    | 83    |       |
| 4. August  | Jane Morgan                       | US-amerikanische Sängerin                                              | 101   |       |
| 4. August  | Mario del Valle Moronta Rodríguez | venezolanischer Bischof                                                | 76    |       |
| 4. August  | George Morrison                   | irischer Filmemacher                                                   | 102   |       |
| 4. August  | Talghat Mussabajew                | kasachischer Kosmonaut                                                 | 74    |       |
| 4. August  | Nick Nikitakis                    | griechischer Musiker, Gitarrist und Singer-Songwriter                  | 70    |       |
| 4. August  | Terry Reid                        | britischer Sänger, Gitarrist und Songwriter                            | 75    |       |
| 4. August  | Angelo Maria Ricci                | italienischer Comiczeichner                                            | 79    |       |
| 4. August  | Lawrence Sawyer                   | britischer Gewerkschafter und Politiker und Peer                       | 82    |       |
| 4. August  | Eldar Schengelaia                 | georgischer Filmproduzent und Politiker                                | 92    |       |
| 4. August  | Shibu Soren                       | indischer Politiker                                                    | 81    |       |
| 4. August  | Peter Temin                       | US-amerikanischer Wirtschaftshistoriker                                | 87    |       |
| 4. August  | James Whale                       | britischer Hörfunkmoderator                                            | 74    |       |
| 3. August  | Loni Anderson                     | US-amerikanische Schauspielerin                                        | 79    |       |
| 3. August  | Nando Angelini                    | italienischer Schauspieler                                             | 91    |       |
| 3. August  | Joe Daley                         | US-amerikanischer Tubist und Komponist                                 | 79    |       |
| 3. August  | Elçin Əfəndiyev                   | aserbaidschanischer Schriftsteller und Politiker                       | 82    |       |
| 3. August  | Uljana Havemann                   | deutsche Filmregisseurin und Drehbuchautorin                           | 51    |       |
| 3. August  | Rhoda Kalema                      | ugandische Politikerin                                                 | 96    |       |
| 3. August  | Kiril Kawadarkow                  | bulgarischer Schauspieler                                              | 81    |       |
| 3. August  | Jane B. Lancaster                 | US-amerikanische Anthropologin                                         | 89    |       |
| 3. August  | Fritz Lobinger                    | deutsch-südafrikanischer Bischof                                       | 96    |       |
| 3. August  | Giuseppe Malandrino               | italienischer Bischof                                                  | 94    |       |
| 3. August  | David J. Mangelsdorf              | US-amerikanischer Pharmakologe                                         | 67    |       |
| 3. August  | Stella Rimington                  | britische Schriftstellerin und Geheimdienstlerin                       | 90    |       |
| 3. August  | Margaret W. Rossiter              | US-amerikanische Wissenschaftshistorikerin                             | 81    |       |
| 3. August  | Ercole Spada                      | italienischer Automobildesigner                                        | 88    |       |
| 3. August  | Dieter Thun                       | deutscher Fußballspieler                                               | 86    |       |
| 2. August  | Uta-Renate Blumenthal             | deutsche Historikerin                                                  | 89    |       |
| 2. August  | Chu Long Quang                    | chinesischer Schauspieler                                              | 86    |       |
| 2. August  | Manfred Koller                    | österreichischer Restaurator                                           | ≈84   |       |
| 2. August  | Kelley Mack                       | US-amerikanische Schauspielerin                                        | 33    |       |
| 2. August  | Ariovaldo Umbelino de Oliveira    | brasilianischer Geograph                                               | 77    |       |
| 2. August  | Georg Pollich                     | deutscher Architekt                                                    | 97    |       |
| 2. August  | Wladimir Popow                    | russischer Ringer                                                      | 63    |       |
| 2. August  | Ulli Potofski                     | deutscher Sportmoderator                                               | 73    |       |
| 2. August  | Udo Steinbach                     | deutscher Islamwissenschaftler                                         | 82    |       |
| 2. August  | Adam Turck                        | US-amerikanischer Schauspieler                                         | 35    |       |
| 2. August  | Peter Veselovský                  | slowakischer Eishockeyspieler                                          | 60    |       |
| 1. August  | Rahaman Ali                       | US-amerikanischer Boxer                                                | 82    |       |
| 1. August  | Urs Bühler                        | Schweizer Unternehmer                                                  | 82    |       |
| 1. August  | Ernst Hanauer                     | deutscher Unternehmer                                                  | 94    |       |
| 1. August  | Maryam Hosseinian                 | iranische Schriftstellerin                                             | 50    |       |
| 1. August  | Jonathan Kaplan                   | US-amerikanischer Filmregisseur                                        | 77    |       |
| 1. August  | Kōji Kinutani                     | japanischer Maler                                                      | 82    |       |
| 1. August  | Ruedi Külling                     | Schweizer Werbegrafiker, Werbeunternehmer, Designer und Plakatkünstler | 90    |       |
| 1. August  | Ira Lember                        | sowjetische bzw. estnische Schriftstellerin und Kinderbuchautorin      | 99    |       |
| 1. August  | Jack Morava                       | US-amerikanischer Mathematiker                                         | 81    |       |
| 1. August  | David Roach                       | US-amerikanischer Sänger                                               | 59    |       |
| 1. August  | Reiner Schmidt                    | deutscher Rechtswissenschaftler                                        | 88    |       |
| 1. August  | Jeannie Seely                     | US-amerikanische Country-Sängerin und Songschreiberin                  | 85    |       |

### Datum unbekannt
| Zeitangabe                        | Name                    | Beruf, bekannt als                                             | Alter | Beleg |
| --------------------------------- | ----------------------- | -------------------------------------------------------------- | ----- | ----- |
| Tod bekannt gegeben am 20. August | Lewan Gatschetschiladse | georgischer Unternehmer und Politiker                          | 61    |       |
| Tod bekannt gegeben am 14. August | Marc-André Charguéraud  | französisch-schweizerischer Politikwissenschaftler und Manager | 100   |       |
| Tod bekannt gegeben am 13. August | Otto Altweck            | deutscher Radrennfahrer und Radsporttrainer                    | 88    |       |
| Tod bekannt gegeben am 13. August | Geoff Foulds            | englischer Snookerspieler und -funktionär                      | 85    |       |
| Tod bekannt gegeben am 6. August  | Mustafa Demir           | türkischer Architekt und Politiker                             | 64    |       |
| Tod bekannt gegeben am 3. August  | Maria Luise Caputo-Mayr | österreichisch-US-amerikanische Literaturwissenschaftlerin     | 90    |       |